# Bactrocera neoelegantula
Bactrocera neoelegantula
 es una especie de insecto díptero que White describió científicamente por primera vez en 1999. Esta especie pertenece al género Bactrocera de la familia Tephritidae.